# Бороздна Микола Петрович
Микола Петрович Бороздна (1808–1878) — чернігівський губернський рпредводитель дворянства (1848—1862), смоленський губернатор (1862—1871), дійсний статський радник.

## Біографія
Зі спадкових дворян Чернігівської губернії. Син новгород-сіверського губернського предводителя дворянства Петра Івановича Бороздни (1765—1820) від другого шлюбу. Брати — Василь та Іван. Землевласник Суражського повіту (2320 десятин у 1874 році).
З 1818 виховувався в Московському університетському благородному пансіоні, потім навчався в Московському університеті, який закінчив у 1826 році. З 3 грудня 1826 року служив у господарському департаменті Міністерства внутрішніх справ. З 2 серпня 1827 по 30 вересня 1828 перебував при ревізійній комісії в Рязані; 12 жовтня 1829 був відряджений в Сімферопольську межову комісію, на 15 квітня 1830 — столоначальник. Від служби було звільнено 4 липня 1830 року.
З 22 січня 1832 по 23 квітня 1835 року був почесним доглядачем Новозибківського повітового училища. З 12 листопада 1838 року обирався новозибківським повітовим предводителем дворянства, і з 11 липня 1848 року — чернігівським губернським предводителем дворянства.
30 серпня 1856 був призначений в дійсні статські радники. 24 вересня 1862 призначений виконуючим обов'язки смоленського цивільного губернатора, 21 червня 1863 затверджений на посаді і обіймав її до 12 лютого 1871 року. У 1870 був обраний почесним громадянином Смоленська. Крім того, був почесним мировим суддею Суражського повіту (1874).
Помер 15 (27) квітня 1878 року в Санкт-Петербурзі.
Був одружений з Єлизаветою Михайлівною Миклашевською (пом. 1886), донькою сенатора М. П. Миклашевського.
У 2015 році в селі Ківаї, Клинцівського району Брянської області, було встановлено пам'ятник М. Бороздні, що збудував місцеву Успенську церкву.

## Нагороди
- Орден Святого Станіслава 3 ст. (25.04.1841)
- Орден Святого Володимира 4 ст. (1848)
- Орден Святої Анни 2-ї ст. (1855)
- Орден Святого Володимира 3 ст. (1860)
- Орден Святого Станіслава 1 ст. (1864)
- Орден Святої Анни 1 ст. (1864); імператорська корона до ордена (1869)
- золота медаль «За праці зі звільнення селян»